# Шапел Сен Мартен
Шапел Сен Мартен (фр. Chapelle-Saint-Martin) насеље је и општина у источној Француској у региону Рона-Алпи, у департману Савоја која припада префектури Шамбери.
По подацима из 2011. године у општини је живело 151 становника, а густина насељености је износила 58,75 становника/km². Општина се простире на површини од 2,57 km². Налази се на средњој надморској висини од 430 метара (максималној 521 m, а минималној 315 m).

## Демографија
| 1962. | 1968. | 1975. | 1982. | 1990. | 1999. | 2011. |
| ----- | ----- | ----- | ----- | ----- | ----- | ----- |
| 80    | 86    | 69    | 83    | 90    | 84    | 151   |

График промене броја становника у току последњих година